# オーシャンステークス
オーシャンステークスは、日本中央競馬会（JRA）が中山競馬場で施行する中央競馬の重賞競走（GIII）である。2024年まで競馬番組表での名称は「夕刊フジ賞 オーシャンステークス」と表記されていた。
競走名の「オーシャン（Ocean)」は、英語で「大洋」「大海」「海洋」という意味。
2024年まで寄贈賞を提供していた夕刊フジは、産業経済新聞社が東京・大阪で発行するタブロイド判夕刊紙。同紙は2025年（令和7年）1月31日発行の2月1日付限りで廃刊することから、同年の第20回以降寄贈賞および冠名が外れて単に「オーシャンステークス」と改められることになった。 

## 概要
本競走はスプリント距離である芝1200mの重賞で、例年3月上旬に行われている。古馬によって争われ、3月下旬に行われる春のスプリントGI競走である高松宮記念の前哨戦に位置づけられている。
1996年に、中山競馬場で4歳（現3歳）以上の馬によるオープン特別（芝1800m）として創設された。
1997年には施行時期を6月中旬から3月初頭に移し、出走資格を混合・指定の5歳（現4歳）以上に、負担重量をハンデキャップ、施行距離を芝1200mに変更された。
1999年は準オープン（1600万下条件）に格下げされたが、翌2000年には再びオープン特別競走に戻り、負担重量が別定戦となった。
2006年に中央競馬の短距離重賞路線が再整備され、これに伴って国際競走（GIII）に変更されたほか、高松宮記念の前哨戦として位置付けられた。

### 国際化
本競走は、グレード競走に昇格する前の2005年から国際競走となり、4頭まで外国調教馬が出走可能となった。さらに2009年には外国調教馬の出走枠は8頭に拡大した。2006年から2019年までの時点で、実際に出走した外国調教馬はいない（各回競走結果の出典参照）。
競走の格付けはグレード表記が行われた2006年からGIIIだったが、2007年に日本がパートI国に昇格したことで「G表記」をすることができなくなり、「JpnIII」の表記が行われた（競馬の競走格付け#日本特有の用語や格付け参照）。2009年からは国際格付けが認められ、「GIII」となっている。

### 競走条件
以下の内容は、2025年現在のもの。
出走資格：サラ系4歳以上
- JRA所属馬
- 地方競馬所属馬（3頭まで）
- 外国調教馬（優先出走）

負担重量：別定
- 57kg、牝馬2kg減
  - 2024年2月24日以降のGI競走（牝馬限定競走を除く）1着馬2kg増、牝馬限定GI競走またはGII競走（牝馬限定競走を除く）1着馬1kg増
  - 2024年2月23日以前のGI競走（牝馬限定競走を除く）1着馬1kg増（2歳時の成績を除く）

本競走の1着馬（中央・地方の所属は不問）には高松宮記念への優先出走権が付与され、地方競馬所属馬は2着までに入着すると高松宮記念への優先出走権が与えられる。

### 賞金
2025年の1着賞金は4300万円で、以下2着1700万円、3着1100万円、4着650万円、5着430万円。

## 歴史
- 1996年 - 5歳以上の馬によるオープン特別として創設、中山競馬場の芝1800mで施行[6]。
- 1997年
  - 負担重量をハンデキャップに変更。
  - 指定交流競走となり、地方競馬所属馬が出走可能になる[6]。
- 2000年 - 負担重量を別定に変更。
- 2001年 - 馬齢表示の国際基準への変更に伴い、出走条件を「4歳以上」に変更。
- 2005年 - 国際競走に変更され、外国調教馬が4頭まで出走可能になる[9]。
- 2006年 - 重賞（GIII[注 1]）に格上げ[6]、夕刊フジ賞 オーシャンステークスに改称。
- 2007年 - 日本のパートI国昇格に伴い、格付表記をJpnIIIに変更[6]。
- 2009年
  - 外国調教馬の出走枠が8頭に拡大[10]。
  - 格付表記をGIII（国際格付）に変更[10]。
- 2014年 - この年から1着馬に高松宮記念への優先出走権を付与[6]。
- 2020年 - COVID-19の流行により客を入れずに「無観客競馬」として開催[13]（2021年も同様[14]）。
- 2025年 - 夕刊フジの廃刊により寄贈賞が取り止められ、オーシャンステークスに改称[15]。

### 歴代優勝馬
距離はすべて芝コース。
優勝馬の馬齢は、2000年以前も現行表記に揃えている。
| 回数   | 施行日       | 競馬場 | 距離  | 優勝馬             | 性齢 | 所属 | タイム | 優勝騎手   | 管理調教師 | 馬主                           |
| ------ | ------------ | ------ | ----- | ------------------ | ---- | ---- | ------ | ---------- | ---------- | ------------------------------ |
| 第1回  | 2006年3月4日 | 中山   | 1200m | ネイティヴハート   | 牡8  | 船橋 | 1:08.6 | 内田博幸   | 坂本昇     | 池田草龍                       |
| 第2回  | 2007年3月3日 | 中山   | 1200m | アイルラヴァゲイン | 牡5  | JRA  | 1:08.2 | 松岡正海   | 手塚貴久   | 齊藤四方司                     |
| 第3回  | 2008年3月8日 | 中山   | 1200m | プレミアムボックス | 牡5  | JRA  | 1:08.9 | 吉田隼人   | 上原博之   | （有）社台レースホース         |
| 第4回  | 2009年3月7日 | 中山   | 1200m | アーバニティ       | 牡5  | JRA  | 1:09.2 | 横山典弘   | 古賀慎明   | （有）社台レースホース         |
| 第5回  | 2010年3月6日 | 中山   | 1200m | キンシャサノキセキ | 牡7  | JRA  | 1:09.8 | 四位洋文   | 堀宣行     | 吉田和美                       |
| 第6回  | 2011年3月5日 | 中山   | 1200m | ダッシャーゴーゴー | 牡4  | JRA  | 1:07.8 | 川田将雅   | 安田隆行   | 芦田信                         |
| 第7回  | 2012年3月3日 | 中山   | 1200m | ワンカラット       | 牝6  | JRA  | 1:09.2 | 藤岡佑介   | 藤岡健一   | 青山洋一                       |
| 第8回  | 2013年3月2日 | 中山   | 1200m | サクラゴスペル     | 牡5  | JRA  | 1:08.5 | 横山典弘   | 尾関知人   | （株）さくらコマース           |
| 第9回  | 2014年3月8日 | 中山   | 1200m | スマートオリオン   | 牡4  | JRA  | 1:08.9 | 横山典弘   | 鹿戸雄一   | 大川徹                         |
| 第10回 | 2015年3月7日 | 中山   | 1200m | サクラゴスペル     | 牡7  | JRA  | 1:08.7 | 戸崎圭太   | 尾関知人   | （株）さくらコマース           |
| 第11回 | 2016年3月5日 | 中山   | 1200m | エイシンブルズアイ | 牡5  | JRA  | 1:07.5 | 石橋脩     | 野中賢二   | （株）栄進堂                   |
| 第12回 | 2017年3月4日 | 中山   | 1200m | メラグラーナ       | 牝5  | JRA  | 1:08.3 | 戸崎圭太   | 池添学     | 吉田和美                       |
| 第13回 | 2018年3月3日 | 中山   | 1200m | キングハート       | 牡5  | JRA  | 1:08.3 | 北村宏司   | 星野忍     | 増田陽一                       |
| 第14回 | 2019年3月2日 | 中山   | 1200m | モズスーパーフレア | 牝4  | JRA  | 1:07.1 | C.ルメール | 音無秀孝   | （株）キャピタル・システム     |
| 第15回 | 2020年3月7日 | 中山   | 1200m | ダノンスマッシュ   | 牡5  | JRA  | 1:07.4 | 川田将雅   | 安田隆行   | （株）ダノックス               |
| 第16回 | 2021年3月6日 | 中山   | 1200m | コントラチェック   | 牝5  | JRA  | 1:08.4 | 丸山元気   | 藤沢和雄   | （有）キャロットファーム       |
| 第17回 | 2022年3月5日 | 中山   | 1200m | ジャンダルム       | 牡7  | JRA  | 1:07.9 | 荻野極     | 池江泰寿   | 前田幸治                       |
| 第18回 | 2023年3月4日 | 中山   | 1200m | ヴェントヴォーチェ | 牡6  | JRA  | 1:07.4 | C.ルメール | 牧浦充徳   | エデンアソシエーション         |
| 第19回 | 2024年3月2日 | 中山   | 1200m | トウシンマカオ     | 牡5  | JRA  | 1:08.0 | 横山武史   | 高柳瑞樹   | （株）サトー                   |
| 第20回 | 2025年3月1日 | 中山   | 1200m | ママコチャ         | 牝6  | JRA  | 1:07.1 | 川田将雅   | 池江泰寿   | 金子真人ホールディングス（株） |

### 2005年までの優勝馬
| 施行日        | 競馬場 | 距離  | 条件     | 優勝馬             | 性齢 | 所属 | タイム | 優勝騎手 | 管理調教師 | 馬主                                 |
| ------------- | ------ | ----- | -------- | ------------------ | ---- | ---- | ------ | -------- | ---------- | ------------------------------------ |
| 1996年6月16日 | 中山   | 1800m | オープン | マイネルガーベ     | 牡4  | JRA  | 1:47.0 | 蛯沢誠治 | 稲葉隆一   | （株）サラブレッドクラブ・ラフィアン |
| 1997年3月2日  | 中山   | 1200m | オープン | チアズサイレンス   | 牡4  | JRA  | 1:09.3 | O.ペリエ | 山内研二   | 北村キヨ子                           |
| 1998年3月8日  | 中山   | 1200m | オープン | シンコウフォレスト | 牡5  | JRA  | 1:09.0 | 柴田善臣 | 栗田博憲   | 安田修                               |
| 1999年3月14日 | 中山   | 1200m | 1600万下 | イズミサクセス     | 牡4  | JRA  | 1:09.3 | 勝浦正樹 | 本郷一彦   | 斉藤猛                               |
| 2000年3月5日  | 中山   | 1200m | オープン | タイキブライドル   | 牡5  | JRA  | 1:09.1 | 岡部幸雄 | 伊藤正徳   | （有）大樹ファーム                   |
| 2001年3月3日  | 中山   | 1200m | オープン | キーゴールド       | 牡7  | JRA  | 1:09.8 | 蛯名正義 | 宮徹       | 北前孔一郎                           |
| 2002年3月2日  | 中山   | 1200m | オープン | ショウナンカンプ   | 牡4  | JRA  | 1:07.3 | 吉田豊   | 大久保洋吉 | 国本哲秀                             |
| 2003年3月8日  | 中山   | 1200m | オープン | ネイティヴハート   | 牡5  | 大井 | 1:09.7 | 石崎隆之 | 大山一男   | 池田草龍                             |
| 2004年3月6日  | 中山   | 1200m | オープン | シルキーラグーン   | 牝4  | JRA  | 1:08.1 | 小林淳一 | 池上昌弘   | （有）シルク                         |
| 2005年3月5日  | 中山   | 1200m | オープン | シルキーラグーン   | 牝5  | JRA  | 1:07.9 | 柴田善臣 | 池上昌弘   | （有）シルク                         |

### レーティング
| 年度 | レースレート | 出典 | 備考           |
| ---- | ------------ | ---- | -------------- |
| 2006 | 103.50       | 2006 | この年からGIII |
| 2007 | 101.00       | 2007 |                |
| 2008 | 102.75       | 2008 |                |
| 2009 | 102.50       | 2009 |                |
| 2010 | 105.00       | 2010 |                |
| 2011 | 109.75       | 2011 |                |
| 2012 | 104.75       | 2012 |                |
| 2013 | 104.00       | 2013 |                |
| 2014 | 103.50       | 2014 |                |
| 2015 | 107.50       | 2015 |                |
| 2016 | 105.50       | 2016 |                |
| 2017 | 105.50       | 2017 |                |
| 2018 | 109.25       | 2018 |                |
| 2019 | 108.50       | 2019 |                |
| 2020 | 108.75       | 2020 |                |
| 2021 | 108.50       | 2021 |                |
| 2022 | 111.00       | 2022 |                |
| 2023 | 106.00       | 2023 |                |
| 2024 | 111.00       | 2024 |                |